# Kenai White
Kenai White (Salamanca, 2001) es un cantautor, cantante y productor musical español. Es reconocido por su sencillo “Soy Trans” y por interpretar el papel de María/Dani Naranjo Prieto en la telenovela Dos vidas.

## Primeros años
Kenai White nació en 2001 en Salamanca, en la comunidad de Castilla y León, España.

## Carrera
Kenai White comenzó su carrera como artista musical. En 2020, como parte del Reparto principal de la telenovela Dos vidas, fue elegido para interpretar el papel de María Naranjo Prieto/Dani Naranjo Prieto en, donde actuó junto a actores como Laura Ledesma, Cristina de Inza, Aída de la Cruz, Oliver Ruano, Miguel Brocca, Gloria Camila Ortega, Mario García y Álex Mola.
En 2022 protagonizo el cortometraje Desviación típica, dirigido por Paco Ruiz y donde desempeñó el papel de River.

## Filmografía

### Cine
| Año  | Título            | Papel | Notas        |
| ---- | ----------------- | ----- | ------------ |
| 2022 | Desviación típica | River | Cortometraje |

### Televisión
| Año       | Título        | Papel               | Notas         |
| --------- | ------------- | ------------------- | ------------- |
| 2020      | Indetectables | River               |               |
| 2021-2022 | Dos vidas     | Dani Naranjo Prieto | 255 episodios |

## Discografía

### Sencillos
| Año  | Álbum/Singles     | Tipo   |
| 2021 | Soy Trans         | Single |
| 2021 | Disforia          | Single |
| 2022 | Ave Rapaz         | Single |
| 2022 | Despierta         | Single |
| 2022 | Navío             | Single |
| 2023 | Gigantes de Hielo | Single |
| 2023 | Seres Nocturnos   | Single |
| 2023 | Lilas Azules      | Single |
| 2023 | Ilusión           | Single |
| 2023 | Lluvia            | Single |
| 2023 | Maravillas        | Single |